# Nowickia hingstoniae
Nowickia hingstoniae là một loài ruồi trong họ Tachinidae.